# Phạm Văn Đồng
Phạm Văn Đồng (født 1. marts 1906, død 29. april 2000) var en vietnamesisk politiker, som var premierminister i Nordvietnam fra 1955 til 1976. Efter Vietnam genforening var han premierminister fra 1976 under henholdsvis Lê Duẩn og Nguyễn Văn Linh, indtil han blev pensioneret i 1987. Han blev betragtet som en af Hồ Chí Minhs nærmeste løjtnanter.